# Senado de Paasikivi I
El Senado de Juho Kusti Paasikivi fue el segundo Senado y gobierno de facto de Finlandia independiente. Su periodo abarcó desde el 27 de mayo de 1918 hasta el 27 de noviembre de 1918.
Dos miembros del Partido Finlandés y Alexander Frey del Partido Popular Sueco renunciaron al gobierno en junio de 1918. Dos senadores de la Liga Agraria dimitieron en agosto de 1918 debido a que la campaña por la monarquía del Partido Joven Finlandés tuvo gran actividad. En noviembre de 1918, siguiendo la rendición de Alemania y el fin de la Primera Guerra Mundial, el Parlamento de Finlandia adoptó la forma republicana de Estado y el Senado de Finlandia fue abolido y sustituido oficialmente por el nuevo Gobierno finlandés.

## Composición
La siguiente tabla muestra la composición del Senado:
| Cartera                                                    | Senador                     | Partido | Partido         | Inicio             | Término                 |
| ---------------------------------------------------------- | --------------------------- | ------- | --------------- | ------------------ | ----------------------- |
| Vicepresidente del Senado                                  | Juho Kusti Paasikivi        |         | Joven Finlandés | 27 de mayo de 1918 | 27 de noviembre de 1918 |
| Jefe del Departamento de Asuntos Exteriores                | Otto Stenroth               |         | Joven Finlandés | 27 de mayo de 1918 | 27 de noviembre de 1918 |
| Jefe del Departamento de Justicia                          | Onni Talas                  |         | Joven Finlandés | 27 de mayo de 1918 | 27 de noviembre de 1918 |
| Jefe del Departamento de Asuntos Internos                  | Arthur Castrén              |         | Joven Finlandés | 27 de mayo de 1918 | 27 de noviembre de 1918 |
| Subjefe del Departamento de Asuntos Internos               | Alexander Frey              |         | Popular Sueco   | 27 de mayo de 1918 | 29 de junio de 1918     |
| Jefe del Departamento de Asuntos Militares                 | Vilhelm Aleksander Thesleff |         | Independiente   | 27 de mayo de 1918 | 27 de noviembre de 1918 |
| Jefe del Departamento de Asuntos Financieros               | Juhani Arajärvi             |         | Finlandés       | 27 de mayo de 1918 | 27 de noviembre de 1918 |
| Jefe del Departamento de Educación y Asuntos Eclesiásticos | Emil Nestor Setälä          |         | Joven Finlandés | 27 de mayo de 1918 | 27 de noviembre de 1918 |
| Jefe del Departamento de Agricultura                       | Kyösti Kallio               |         | Liga Agraria    | 27 de mayo de 1918 | 17 de agosto de 1918    |
| Subjefe del Departamento de Agricultura                    | Eero Yrjö Pehkonen          |         | Liga Agraria    | 27 de mayo de 1918 | 17 de agosto de 1918    |
| Jefe del Departamento de Transporte y Obras Públicas       | Jalmar Castrén              |         | Joven Finlandés | 27 de mayo de 1918 | 27 de noviembre de 1918 |
| Jefe del Departamento para el Comercio y la Industria      | Heikki Gabriel Renvall      |         | Joven Finlandés | 27 de mayo de 1918 | 27 de noviembre de 1918 |
| Jefe del Departamento de Asuntos Sociales                  | Oskari Wilho Louhivuori     |         | Finlandés       | 27 de mayo de 1918 | 29 de junio de 1918     |
| Jefe del Departamento de Suministros de Alimentos          | Hjalmar Gabriel Paloheimo   |         | Finlandés       | 27 de mayo de 1918 | 27 de noviembre de 1918 |
| Miembro del Senado sin Cartera                             | Samuli Sario                |         | Finlandés       | 27 de mayo de 1918 | 29 de junio de 1918     |